# Божидар Јовић (рукометаш)
Божидар Јовић (Бања Лука, 13. фебруар 1972) бивши је хрватски рукометаш, родом из Бања Луке.

## Каријера

### Клуб
Јовић је рукометом почео да се бави као дете у бањалучком Борцу, где је затим прошао све млађе категорије. Са 17 година постао је стандардни првотимац, а био је члан генерације која је освојила Куп ИХФ 1991. У Борцу се задржао до 1992. године, када прелази у рукометни клуб Бадел 1862 Загреб. Управо 1992. године је освојио своју прву титулу првака Европе са Загребом. Следеће сезоне је клуб одбранио титулу клупског шампиона Европе. У Загребу је играо до 2000. године и за осам година проведених у клубу освојио је по осам титула шампиона првенства и купа.
Од 2000. до 2003. наступао је у Мађарској за клуб Фотекс Веспрем из истоименог града. Са овим клубом је освојио титуле првака Мађарске 2001, 2002. и 2003. године, као и мађарски куп 2002. и 2003. године.
Након завршетка играчке каријере ради на месту спортског директора рукометног клуба Загреб.

### Репрезентација
Са репрезентацијом Хрватске, освојио је златне медаље на Медитеранским играма у Барију 1997. и 2001. године у Тунису. На Светском првенству 1995. године у Исланду освојио је сребрну медаљу, а 2003. на истом такмичењу у Португалу окитио се златном медаљом. Врхунац репрезентативне каријере му је злато на Олимпијским играма 1996. у Атланти.

## Трофеји

### Клуб
Борац Бања Лука
- Куп ИХФ (1) : 1991.

РК Загреб
- Првенство Југославије (1): 1990/91.
- Првенство Хрватске (8): 1992/93, 1993/94, 1994/95, 1995/96, 1996/97, 1997/98, 1998/99, 1999/00.
- Куп Хрватске (8): 1993, 1994, 1995, 1996, 1997, 1998, 1999, 2000.
- ЕХФ Лига шампиона (2): 1991/92, 1992/93.
- Европски Суперкуп (1): 1993.

Веспрем
- Првенство Мађарске (3): 2000/01, 2001/02, 2002/03.
- Куп Мађарске (2): 2002, 2003.

### Репрезентативни
Хрватска
- Светско првенство : 1995. Исланд сребрна медаља, 2003. Португалија златна медаља
- Олимпијске игре : 1996. Атланта златна медаља
- Медитеранске игре : 1997. Бари златна медаља, 2001. Тунис златна медаља

### Индивидуални
- Државна награда за спорт Фрањо Бучар

## Приватно
Има сина који се зове Ариан Јовић и такође игра рукомет на позицији голмана.